# Dentergem
Dentergem je obec v provincii Západní Flandry v Belgii. Obec leží v arrondissementu Tielt u silnice N43 mezi městy Gent a Kortrijk.

## Obyvatelstvo
K 1. lednu 2017 v obci žilo 8 378 obyvatel na ploše 25,94 km².

## Části obce
Obec Dentergem sestává z těchto částí:
- Dentergem
- Markegem
- Oeselgem
- Wakken